# Konstantin Dupelius
Konstantin Dupelius (* 1990 in Schorndorf) ist ein deutscher Pianist und Komponist.

## Biografie
Konstantin Dupelius studierte Klavier, Jazz-Klavier und Musikpädagogik an der Hochschule für Musik Freiburg.
Er komponierte unter anderem die Oper „1000 Kraniche“ für die Salzburger Festspiele (gemeinsam mit Gustavo Strauß), die Musik zu „Nathan der Weise“ am Theater Freiburg und die Musik zu „Wie ein zarter Schillerfalter“ am Institut für theatrale Zukunftsforschung im Zimmertheater Tübingen. Er arbeitete unter anderem mit dem Ensemble recherche und dem Bundesjugendballett zusammen.
Mit dem Sänger, Schauspieler und Komponisten Justus Wilcken tritt er seit 2018 im Duo „OMG Schubert“ auf und war damit unter anderem im Funkhaus Berlin, beim Hidalgo Festival in München, am Institut für theatrale Zukunftsforschung in Tübingen und am Schauspiel Hannover zu sehen.
Er ist künstlerischer Leiter des Kollektivs „The Grey Stories“, das sich künstlerisch mit internationalen politischen Fragen auseinandersetzt und mit Künstlern aus Ländern wie Bosnien und Herzegowina sowie Ruanda kooperiert. Die Produktionen des Kollektivs waren unter anderem bei den Festivals MESS Sarajevo und Podium Esslingen zu sehen.
Seit 2019 ist Dupelius Pianist und Dramaturg beim Kommen und Gehen Festival in der Oberlausitz.

## Kompositionen
- 2020: Oper „1000 Kraniche“ (Regie und Libretto: Sybrand van der Werf) für die Salzburger Festspiele (gemeinsam mit Gustavo Strauß)[3]
- 2020: Musik zu „Wie ein zarter Schillerfalter“ (Regie und Text: Peer Mia Ripberger)[4]
- 2016: Musik zu „Nathan der Weise“ am Stadttheater Freiburg (Regie: Mareike Mikat)

## Auszeichnungen
- Stipendium im Programm Concerto21 der Alfred Toepfer Stiftung